# Samsung Galaxy Tab A 10.1
Samsung Galaxy Tab A 10.1 — 10,1-дюймовый планшетный компьютер на базе Android, производимый и продаваемый компанией Samsung Electronics. Он относится к средней серии «А», в которую также входят 7, а в прошлом 8 и 9,7-дюймовые модели. Он был выпущен в мае 2016 года; версия для S-Pen (стилус) была выпущена в сентябре 2016 года.

## Функции
Galaxy Tab A 10.1 поставляется с Android 6.0 Marshmallow, настроенным с помощью программного обеспечения TouchWiz и приложений Samsung, таких как S Planner, WatchON, Smart Stay, Multi-Window, Group Play и пакет S-Pen для версии S-Pen.
По состоянию на 2022 год планшет работает под управлением версии Android 8.1.
Galaxy Tab A 10.1 доступен в вариантах только с Wi-Fi и 4G/LTE и Wi-Fi. Он оснащен 10,1-дюймовым ЖК-экраном PLS с разрешением 1920x1200 пикселей. Он также имеет 2-мегапиксельную фронтальную камеру без вспышки и заднюю 8-мегапиксельную камеру с автофокусом F1.9 и вспышкой. Он имеет различные режимы камеры, такие как «Спорт», «Красота», «HDR», «Авто», «Ночь», «Непрерывная съемка», «Профессиональный режим» и «Панорама». В целом, камера дает хорошие результаты в дневное время и средние в ночное время. Его фокусировка занимает много времени, так как он основан на программном обеспечении. Он может фокусироваться на удивительно близких вещах, помогая делать хорошие макроснимки.
Планшет очень тонкий, но прочный. У него есть только одна физическая кнопка на передней панели, которая является кнопкой «Домой», и еще три кнопки на правой стороне планшета, одна кнопка питания, одна кнопка увеличения громкости и одна кнопка уменьшения громкости. В передней части экрана также есть две программные кнопки. Одна кнопка «Недавние» и одна кнопка «Назад».

## Galaxy Tab A 10.1 (2019)
В феврале 2019 года была анонсирована новая версия Galaxy Tab A 10.1 с Android 9 Pie (с возможностью обновления до Android 11), чипсетом Exynos 7904 и дисплеем IPS с неизменным разрешением. Задняя вспышка удалена, поддержка S-Pen прекращена, ёмкость батареи стала меньше, разрешение фронтальной камеры  увеличилось до 5 МП, а динамики стали стереофоническими.